# Halo 5: Guardians
Halo 5: Guardians är en förstapersonsskjutare utvecklat av 343 Industries och utgivet av Microsoft Studios. Spelet är en del av Halo-serien och släpptes över hela världen den 27 oktober 2015 till Xbox One.

## Röstskådespelare
- Steve Downes - Master Chief Petty Officer John-117
- Andrea Bogart - Linda-058
- Michelle Lukes - Kelly-087
- Travis Willingham - Fred-104
- Ike Amadi - Jameson Locke
- Cynthia Kaye McWilliams - Holly Tanaka
- Laura Bailey - Olympia Vale
- Nathan Fillion - Edward Buck
- Darren O'Hare - Thomas Lasky
- Jennifer Hale - Sarah Palmer
- Keith David - The Arbiter
- Ethan Peck - Gabriel Thorne
- Jen Taylor - Cortana / Catherine Elizabeth Halsey
- Dan Donohue - Warden Eternal
- Brian T. Delaney - Roland
- Gideon Emery - Governor Sloan
- Jean Gilpin - Mahkee 'Chava
- Sara Cravens - Selena Rowan